# 里勒河畔格洛
里勒河畔格洛（法語：Glos-sur-Risle，法語發音：[ɡlo syʁ ʁil]）是法国厄尔省的一个市镇，位于该省西北部，属于贝尔奈区。

## 地理
里勒河畔格洛（49°16'11"N, 0°40'51"E）面积7.33 平方千米，位于法国诺曼底大区厄尔省，该省份为法国北部内陆省份，北起滨海塞纳省，西接奧恩省和卡爾瓦多斯省，南至厄尔-卢瓦省，东临瓦兹省、瓦兹河谷省和伊夫林省。
与里勒河畔格洛接壤的市镇（或旧市镇、城区）包括：埃卡克隆、里勒河畔弗勒讷斯、里勒河畔蒙福尔、蓬托图、蒂耶维尔。

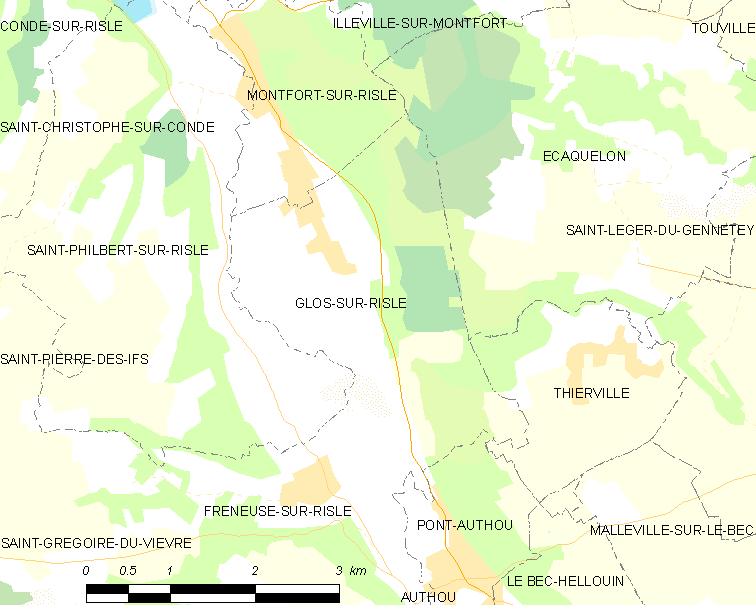
里勒河畔格洛的OSM定位图

里勒河畔格洛的时区为UTC+01:00、UTC+02:00（夏令时）。

## 行政
里勒河畔格洛的邮政编码为27290，INSEE市镇编码为27288。

## 政治
里勒河畔格洛所属的省级选区为蓬托德梅尔县。

## 人口

1962-2008年间里勒河畔格洛人口变化图示

里勒河畔格洛于2022年1月1日时的人口数量为598人。